# Wolfsberg (Thüringen)
Wolfsberg is een voormalige gemeente in de Duitse deelstaat Thüringen, en maakt deel uit van de Ilm-Kreis.
Wolfsberg telt  inwoners.
De gemeente bestond sinds 1994 en omvatte de dorpen Gräfinau-Angstedt, Wümbach en Bücheloh. Op 6 juli 2018 is de gemeente opgegaan in de gemeente Ilmenau.